# Limonia sylvicola
Limonia sylvicola är en tvåvingeart som först beskrevs av Theodor Emil Schummel 1829.  Limonia sylvicola ingår i släktet Limonia och familjen småharkrankar. Arten är reproducerande i Sverige. Inga underarter finns listade i Catalogue of Life.